# Ražba tunelu
Ražba v souvislosti s budováním podzemních prostor je souhrn prací vedoucích ke zhotovení podzemního díla. Slovo ražba se používá především u liniových staveb (tunelů, kolektorů, kanalizace). Ražba spočívá v tom, že se původní horninový materiál vytěží a vzniklý prostor (výrub) vyztuží, nejčastěji železobetonem.

## Klasické metody
Při použití klasických metod se to děje přerušované po tzv. "záběrech" neboli pracovních postupech, kde délka jednotlivých záběrů závisí zejména na kvalitě horninového prostředí a na použité technologii, ale i na mnoha dalších faktorech (příčný průřez,strojní vybavení...). U Nové rakouské tunelovací metody (NRTM) jsou délky "záběru" dány vzdáleností výztužných rámů, které určují tvar díla a slouží k jeho "vedení". Tyto ocelové rámy (příhradové - BTX, z ocelových nosníků různých profilů - I profil, korýtko, zvonek...) se zabudovávají právě po jednom pracovním postupu - "záběru", který je v ČR běžně 0,5 - 3 m a je dán projektem.
Jeden "záběr" běžně zahrnuje:
1. . navrtání čelby a odstřel (Není vždy nutný, u měkkých hornin stačí pouze strojní rozpojení - bagr, fréza...)
2. . odtěžení horniny
3. . stabilizace výrubu (vrtání kotev, stříkaný beton na čelbu - čelo budoucího tunelu...) Rozsah závisí na projektu a fáze může i chybět.
4. . montáž výztuže - ocelové nosníky a KARI sítě
5. . zajištění "záběru" stříkaným betonem (prostříkání ocelové výztuže betonem)

Po tomto cyklu operací je již hotová tzv. primární výztuž.

## Kontinuální ražba
Při kontinuální ražbě jsou tyto operace podobné, provádějí se však souvisle (kontinuálně) tunelovacím strojem. TBM (tunnel boring machine) čili razicí štít je tunelovací stroj, který těží celý profil budoucího tunelu najednou. Moderní TBM jsou dlouhé desítky až stovky metrů, váží stovky tun a jsou opatřeny dálkovým ovládáním z kabiny obsluhy. Za tunelovacím strojem je pak vidět "hotový" tunel, připravený k vystrojení. U této metody mohou být jako výztuž použity i prefabrikované železobetonové dílce či litinové dílce, tzv. tybinky.
Na ražbu a tzv. primární vyztužení pak obvykle navazuje tzv. sekundární výztuž.